# Verbascum orphanideum
Verbascum orphanideum är en flenörtsväxtart som beskrevs av Svante Samuel Murbeck. Verbascum orphanideum ingår i släktet kungsljus, och familjen flenörtsväxter. Inga underarter finns listade i Catalogue of Life.